# Багамский пеночковый певун
Бага́мский пе́ночковый певу́н, или древесница Бахмана (лат. Vermivora bachmanii) — вид насекомоядных птиц из семейства древесницевых. Первооткрыватель Джон Джеймс Одюбон назвал вид в честь своего друга, натуралиста и священника Джона Бахмана, который обнаружил птицу в 1832 году. Сам Одюбон никогда не видел птицу. Он описал её по изображению Джона Бахмана.

## Описание
Багамский пеночковый певун был примерно 11 см длиной. У самца был жёлтый лоб, чёрная корона и серый затылок. Область подбородка и нижняя сторона были также жёлтые. В области груди оперение было чёрное. Оперение верхней стороны, а также кроющие перья имели оливково-зелёный цвет. У самки лоб был также жёлтый, однако светлее чем у самца. Корона и область затылка были серые. Оперение нижней стороны имело светло-жёлтый цвет, оперение верхней стороны и кроющие перья были оливково-зелёные как у самца .

## Распространение
Птицы населяли болота и низменные леса на юго-востоке Северной Америки. Птицы были перелётные, зимовать улетали на Кубу. Их исчезновение произошло преимущественно из-за осушения болот и уничтожения лесов. Последний раз птицу наблюдали в 1961 году в Южной Каролине, по некоторым сведениям птицы продержались в заболоченных лесах до 1988 года.